# Макаракомбу
Макаракомбу е вторият най-висок връх на остров Гуадалканал, Соломонови острови. Върхът е висок 2310 m.